# Galítsia
|  | No s'ha de confondre amb Galícia. |

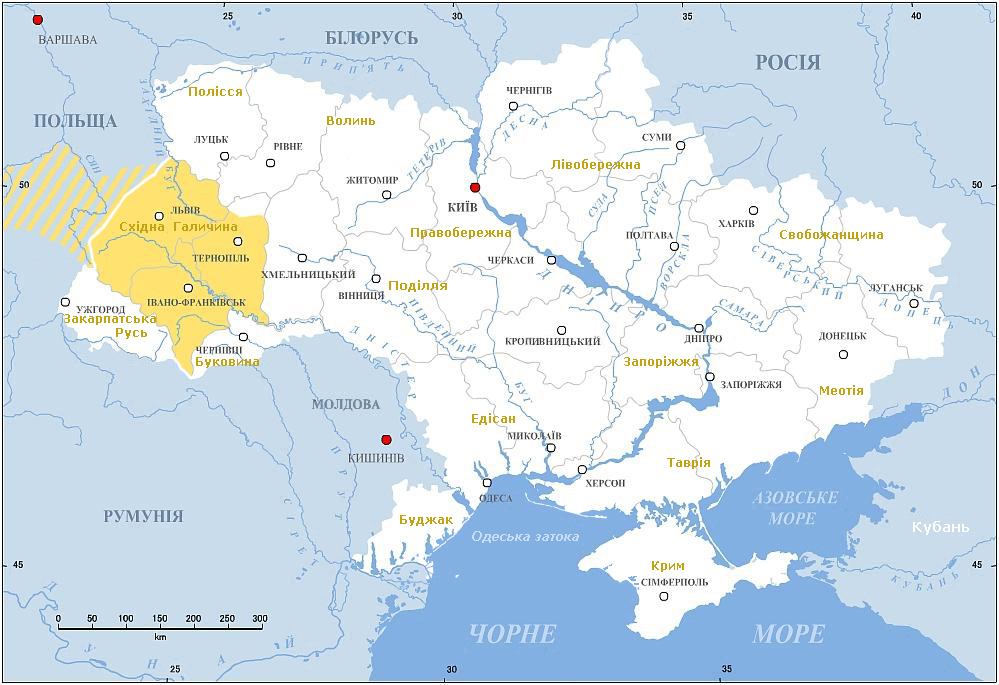
La Halitxinà històrica o la Halitxinà Oriental a la Ucraïna actual.

Escut del Regne de Halyxynà-Volyn (1119-1349).

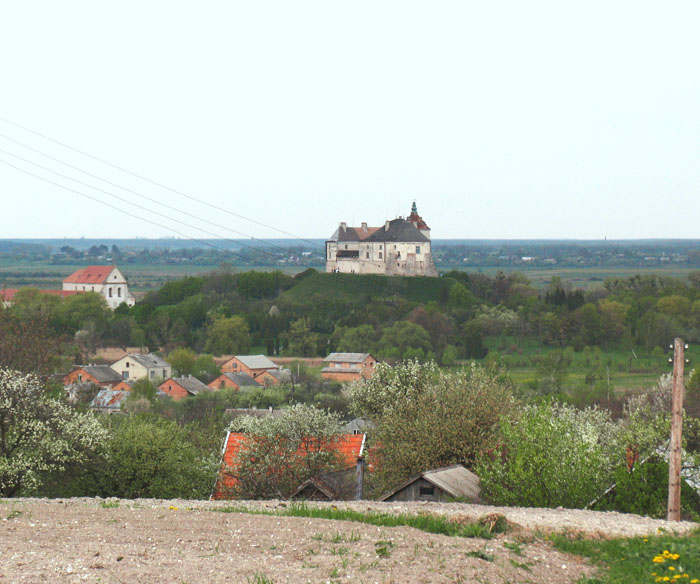
El castell d'Olesko, a Ucraïna.

Galítsia o Halitxinà / Halytxynà és una regió històrica de l'Europa central, avui dividida entre Polònia i Ucraïna. El nom prové de la seva primera capital, la ciutat ucraïnesa de Hàlitx / Hàlytx (Галич), a l'actual óblast d'Ivano-Frankivsk. El nom en ucraïnès és Галичина, Halytxynà i en polonès: Galicja, pronunciat: Galítsia.
Formava part de l'antiga Confederació de Polònia i Lituània. Cobria bona part de les altres regions històriques de la Rutènia Roja (centrada a Lviv) i la Petita Polònia (centrada a Cracòvia). El nucli de la Halitxinà històrica és formada per tres regions de la Ucraïna occidental: les actuals óblasts de Lviv, Ternópill i Ivano-Frankivsk.

## Història

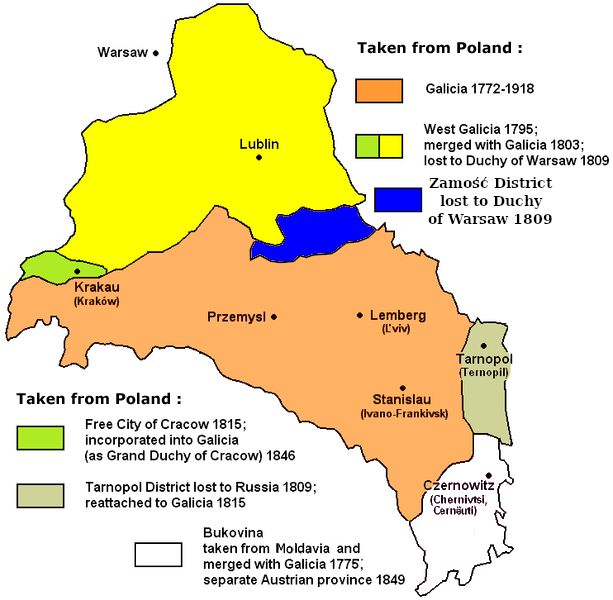
Mapa de canvis territorials de Halitxinà 1772-1918, amb la incorporació de la "Galítisa Nova" (la Oriental), i mostrant també el districte de Tarnopil (Ternópill), Bucovina i la ciutat lliure de Cracòvia.

Bandera del Regne de Halyxynà-Volyn (1119-1349).

Escut del Regne de Halyxynà-Lodomèria durant l'imperi Austrohongarès (1772-1918).

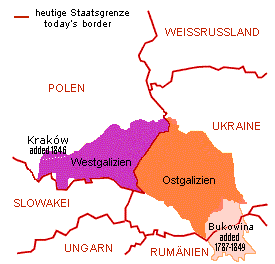
Mapa de la Halitxinà Oriental i Occidental el s.XVIII, amb les fronteres actuals sobreposades.

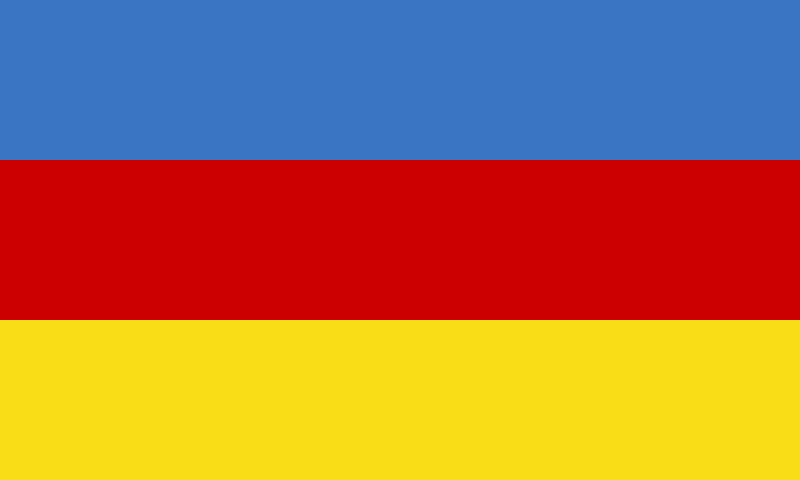
Bandera del Regne de Galítsia i Lodomèria del 1772 al 1800.

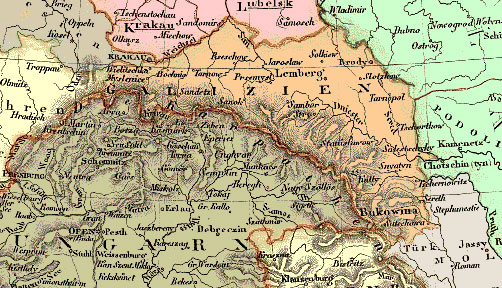
Mapa de la Galítsia austrohongaresa el 1836.

Bandera del Regne de Halitxinà-Lodomèria del 1849 al 1918.

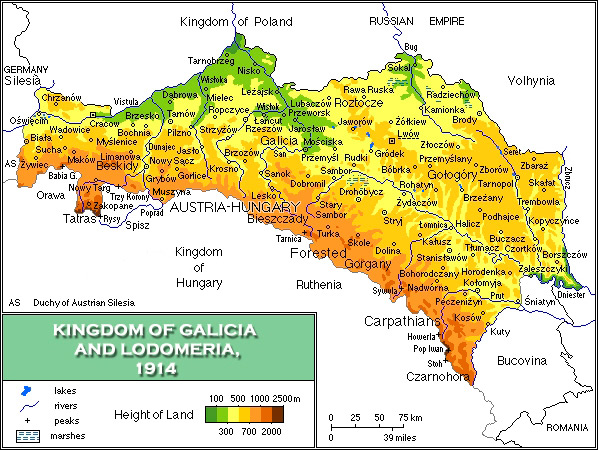
Mapa del regne de Halitxina-Lodomèria el 1914.

### Segles IX a XIII
Fou poblada de ben antic per pobles eslaus, entre d'altres, i entre els segles IX i XI formà part dels principats de Kíiv i de Volodímir (Володи́мир). El segle xii esdevingué un principat autònom, el Principat de Galítsia-Volínia (amb capital a Hàlitx, després a Lviv); al segle xiii sofrí les escomeses dels tàtars i mongols (Horda d'Or).

### Segles XIV-XVI, territori disputat, Gran Ducat de Lituània i Regne de Polònia
A partir del segle xiv, fou territori disputat pels polonesos, hongaresos i lituans. El 1340, l'últim príncep de Halitxinà, Bolesław Jerzy de Mazovia, mor enverinat pels seus propis boiars a Volodýmyr, i Casimir III de Polònia aprofita el moment per atacar Lviv com un dels pretendents dinàstics del tron. Conquistà Lviv i altres ciutats del principat el 1349, moment en què fou incorporat al regne polonès com a regió anomenada "Regne Ruteni" (Королівство Русі), mentre que la part de Volínia continuà essent disputada entre els polonesos i els lituans. El 1392, Volyn esdevé part del Gran Ducat de Lituània.
El regne polonès va suprimir tota autonomia per la regió de Halitxinà, i va suprimir també el Dret Ruteni. Seguidament, la servitud de la pagesia (els serfs) s'incrementa, procés que culmina el 1505, provocant durant aquest temps un fort descontent entre la població i una sèrie de revoltes, la més important la del 1490—1492, dirigida per Mukha i Borúlia (Муха та Боруля). A la primera meitat del segle xvi, comença el "moviment dels opryxky" (опришківський рух), que arribà al seu apogeu el segle xviii sota el lideratge de l'Oleksa Dóvbuix (Олекса Довбуш). Aquest moviment apareix com a resposta a la repressió feudal dels senyors polonesos i moldaus i els terratinents hongaresos i austríacs.
Durant el període de la Khmelnýtxyna (Хмельниччина, 1648—1657), és a dir la guerra d'alliberació nacional liderada pel hetman Bohdan Khmelnitski (Богдан Хмельницький), es van emprendre dues incursions a Halitxinà (1648, 1655), amb dos setges de Lviv, però sense èxit.

### Domini dels Habsburgs i Renaixença
Com a conseqüència de la primera divisió de Polònia (1772), Halitxinà cau sota el domini dels Habsburg, que es convertiria més tard en l'imperi d'Àustria. Aquí es va crear la província del "Regne de Galítsia i Lodomèria" (Королівство Галичини і Лодомерії, Königreich Galizien und Lodomerien), que incloïa no només les terres ètnicament ucraïneses de la Halitxinà Oriental (tota la Східна Галичина, Skhidna Halitxinà), però també una secció del sud de Polònia incloent la ciutat de Cracòvia (tota la Halitxinà Occidental).
Durant l'època Habsburg, es van introduir reformes, la servitud va ser parcialment abolida, i es va produir una renaixença cultural i econòmica a la regió. Va ser reinstaurada la Universitat de Lviv, i també la província eclesiàstica de l'església Greco-Catòlica de Halitxinà (Га́лицька митропо́лія, Hàlitska Mitropòlia). A principis del segle xix, va començar una forta renaixença ucraïnesa, amb un lideratge de capellans-escriptors greco-catòlics ètnicament conscients.

### Període dins l'Imperi Austrohongarès
Després de la formació de l'imperi Austrohongarès el 1867, Halitxinà és atribuïda a la part austríaca de l'imperi (la Cisleitània o Cisleithània, en alemany: Cisleithanien, en hongarès: Lajtántúl; en txec: Předlitavsko; en eslovac: Predlitavsko o Cislajtánsko; en polonès: Przedlitawia; en ucraïnès: Цислейтанія, Tsysleitàniia). El poder real a partir d'aquí l'exercia l'aristocràcia polonesa, i fins a la Primera Guerra Mundial, hi havia constants enfrontaments entre els polonesos (aristocràcia, terratinents, burgesia) i la majoria ucraïnesa (pagesia, clergat greco-catòlic, classe obrera, etc.). El polonès hi esdevingué llengua oficial a detriment de l'ucraïnès, que fou marginalitzat.

### Primera Guerra Mundial i els Fusellers del Sitx Ucraïnès

Escarapel·la (insígnia col·locat al barret) dels Fusellers de la Sitx d'Ucraïna.

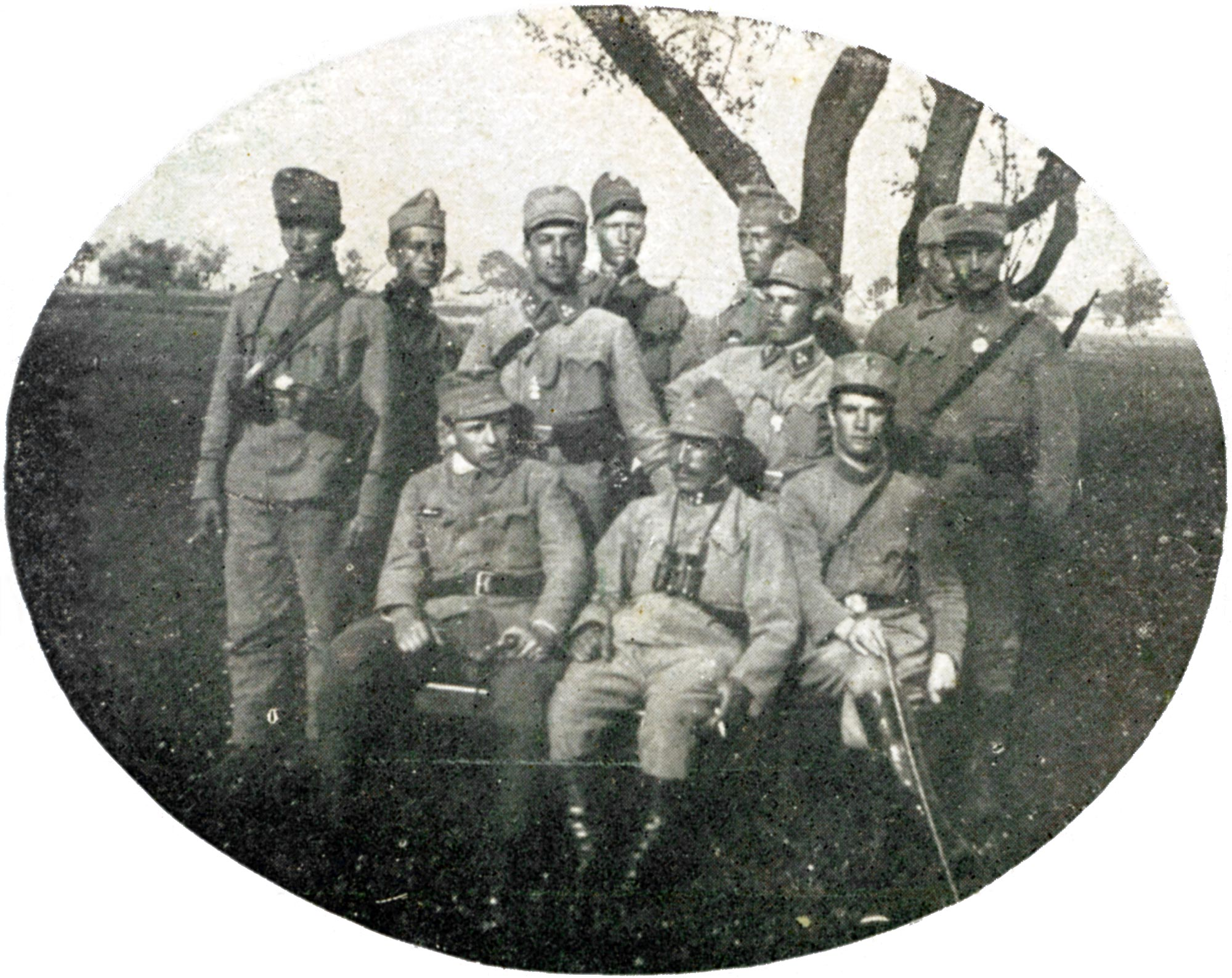
El Sótnik o comandant Iuri Buzinovski (Ю. Бузиновський) i uns soldats, Fusellers de la Sitx d'Ucraïna ca. 1915.

Durant la Primera Guerra Mundial, es va formar a Halitxinà la Legió dels Fusellers de la Sitx d'Ucraïna ucraïnès: Легіон Українських Січових Стрільців, també Украї́нські січові́ стрільці́), la primera formació militar ucraïnesa dels temps moderns i que esdevindria llegendària pels seus grans fets. Després de la caiguda de l'Imperi Austrohongarès, es convertiria en la formació militar de la República Popular d'Ucraïna Occidental i després de la República Popular d'Ucraïna.

### República Popular d'Ucraïna Occidental i República Popular d'Ucraïna
El 19 de novembre del 1918 es proclama a Lviv la República Popular d'Ucraïna Occidental (Західноукраїнська Народна Республіка), formada per la Halitxinà Oriental, Bucovina i Transcarpàcia, el govern de la qual va firmar, el 3 de gener de 1919, l'acte d'unificació amb la República Popular d'Ucraïna (Українська Народна Республіка, 1917-1920). L'acte oficial d'unificació es va celebrar el 22 de gener de 1919. Tot i així, el juliol del 1919 la Halitxinà va ser ocupada per tropes poloneses sota el comandament del General Józef Haller.

### D'entreguerres fins al present
El 14 de 1923, el consell de representants de la Triple Entesa van prendre la decisió d'incorporar Halitxinà oficialment a Polònia. Segons aquesta decisió, el govern polonès havia de donar l'autonomia a la regió, cosa que, malauradament, no es va complir mai. Aquesta mateixa decisió, a més, establia que al cap de 20 anys (el 1943), s'havia de plantejar de nou la qüestió de la situació de Halitxinà.
El 1939, en produir-se l'atac de Hitler contra Polònia, l'URSS ocupà la Galítsia oriental (tota la regió ètnicament ucraïnesa, incloent Ternópill, Lviv, etc.) i l'annexà a l'RSS d'Ucraïna. Aquest fet, ratificat per la Conferència de Potsdam de 1945, no es modificà amb la independència d'Ucraïna el 1990, ja que el gruix de la població és ucraïnesa, i de religió, típicament greco-catòlica i ortodoxa.